# 加尔维斯顿县
加爾維斯敦县（英語：Galveston County）是位於美国德克萨斯州東南部的一個郡，臨墨西哥湾，隸屬于大休士頓都會區，面積2,261平方公里。根據2020年美國人口普查，共有人口350,682人。縣治加爾維斯敦。县内人口最高的城市是利格城，在2000年至2005年之间它逐渐超过了县治加尔维斯敦。
加爾維斯敦县成立於1838年。縣名以支持美國獨立戰爭的新西班牙總督贝尔纳多·德·加尔维斯（Bernardo de Gálvez y Madrid, Count of Gálvez）。

## 历史

### 早期至19世紀
今天加尔维斯顿县内歷史最悠久的聚落是由海盗让·拉菲特在加爾維斯頓島上建立的。在美國海軍把他逐出这个地区之前拉菲特在加爾維斯頓灣内建立了一个兴旺的“海盗王国”。这个地区属于墨西哥，在得克萨斯革命后加尔维斯顿成为一个重要港口。
1838年5月15日得克萨斯共和国正式设立加尔维斯顿县。1839年县政府开始运行。加尔维斯顿市和加尔维斯顿岛是县内最重要的聚落。当时加尔维斯顿市是得克萨斯共和国最大的城市，它是共和国的文化和经济中心。玻利瓦半岛上的玻利瓦港是第二重要港。当地其它发展主要是农业和农场。德克薩斯共和國併入美國后加尔维斯顿的重要性有增无减，它是世界上最重要的棉花贸易地。19世纪加尔维斯顿、哈里斯堡和休斯敦之间的铁路开通后沿铁路线开始形成小聚落。虽然如此加尔维斯顿依然是最重要的聚居地。19世纪末一群投资者在海湾的对面建立了德克薩斯城，希望它能够成为一个与加尔维斯顿竞争的港口。在19世纪结束之际该港口开始运行。

### 20世紀以後
1900年加尔维斯顿飓风在县内造成巨大破坏，仅在岛上造成约6,000人丧生。此后加尔维斯顿港被迫关闭修复。但是德克萨斯城港几乎在飓风过去后立刻就可以重新开放使用，继续让船只在加尔维斯顿县上下货，证明了新港的优越性。
投资者始终对德克萨斯海岸的颶風危险感到不安，觉得治理不适宜进行贸易。1900年的灾害似乎证明他们的顾虑是对了。虽然加尔维斯顿迅速修复了其海港和其它大设施，但是大量投资转向内陆，主要转向休斯敦。很快休斯敦和德克萨斯城就超过了加尔维斯顿成为重要港口。
1901年德克萨斯石油大开发开始，很快德克萨斯城就开始建造输油管道和煉油廠。尤其在第二次世界大战中工业大发展。但是加尔维斯顿的工业在20世纪内大多数时候是停滞。
在1900年的飓风之前加尔维斯顿就已经是一个很吸引人的旅游胜地了，它逐渐转换为一个重要的、全美国有名的旅游点。马其奥家族在这里建立了一个以赌博、走私酒類和性交易为基础的犯罪集团，更加促进了当地的旅游业。在县内各处均有賭場建立，尤其是由于县的司法机构采取放纵的态度。通过石油导致的德克萨斯城的工业发展和加尔维斯顿的旅游业发展加尔维斯顿县繁荣昌盛。
1950年代里州司法机关介入，粉碎了这个赌博王国。加尔维斯顿的经济骤跌，只有德克萨斯城的经济依靠其强大的工业没有受影响。
1963年美国国家航空航天局林登·约翰逊太空中心的设立为加尔维斯顿县带来了新的发展机会。尤其是与哈里斯縣的联系越来越紧密。
县内逐渐形成了新的、合法的旅游业。今天旅游业又成为县内的一个重要行业。航空航天和相关的服务工业也继续重要。德克萨斯城依然是一个重要的石化中心。

## 地理

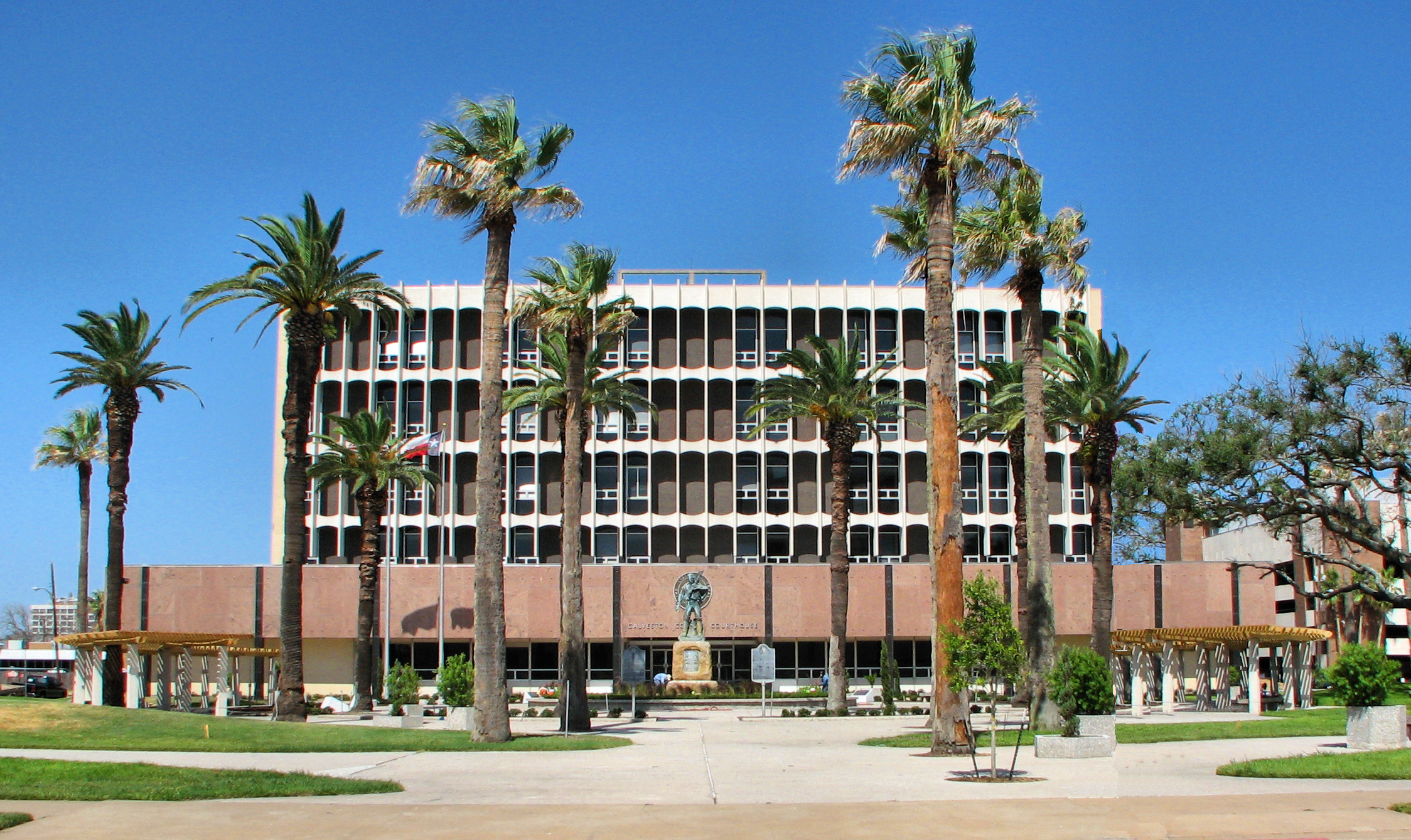
加尔维斯顿县管理法庭

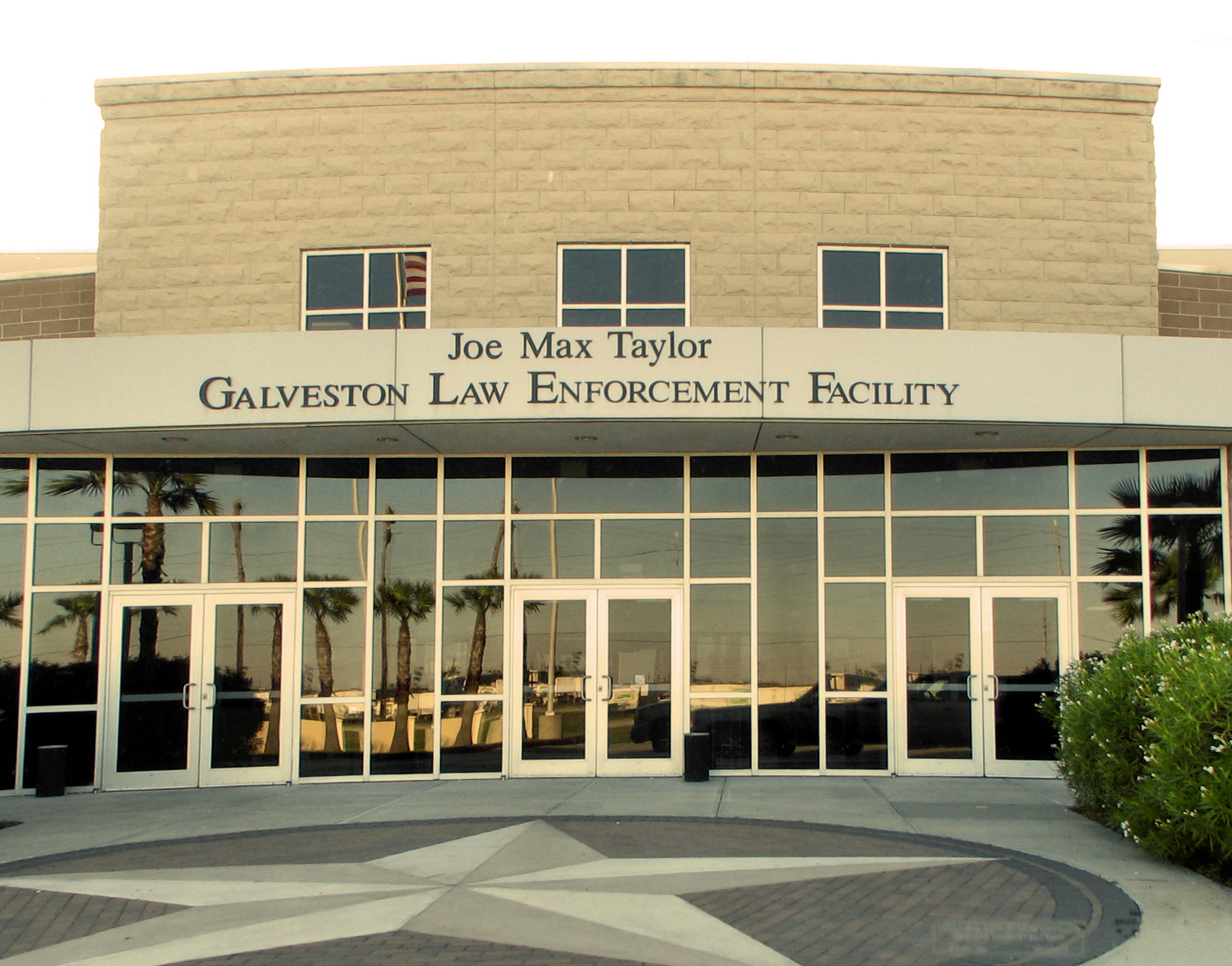
加尔维斯顿县执法大楼

加尔维斯顿县位于德克萨斯州东南部美國墨西哥灣沿岸地區的平原上。它的东北邻加爾維斯頓灣，西北则由克利爾溪和克利爾湖为边界。南部的边界则由墨西哥湾的沙滩和加尔维斯顿坝组成。县内许多面积是加尔维斯顿湾的水域。
根据美国人口普查局数据加尔维斯顿县的总面积为2261.1平方公里，其中陆地面积为1030.8平方公里，水域面积为1227.7平方公里，占总面积的54.35%。

### 主要公路
- 45號州際公路
- 6號德克薩斯州州道（英语：Texas State Highway 6）
- 87號德克薩斯州州道（英语：Texas State Highway 87）
- 146號德克薩斯州州道（英语：Texas State Highway 146）

### 临近县
- 哈里斯縣（北）
- 钱伯斯县（东北）
- 布拉佐里亞縣（西）

## 人口
根据2000年人口普查加尔维斯顿县共有25萬158名居民，計有94,782户、66,157組家庭；到了2020年則成長至35萬682人，其中白人佔54.57%、非裔12.3%、印第安和阿拉斯加原住民佔0.3%、亞裔3.48%、太平洋島裔0.41%、拉丁美洲裔25.28%，另有3.61%是混血兒。
县内的94,782个户中33.8%有18岁以下的未成年人、52.4%是有配偶者、13.1%是单亲家庭、30.2%是非雙親家庭、25.1%是单身者、8.1%有65岁以上的老年人。平均每户2.60人、每个家庭3.12人。
县内居民的人口结构为26.7%在18岁以下、8.7%在18至24岁之间、30.2%在25至44岁之间、23.3%在45至64岁之间、11.1%在65岁以上。平均年龄为36岁。女子对男子的性别比为100：95.9。成年人的性别比为100：93.1。
县内户的平均收入为42,419美元，家庭的平均年收入为51,435美元。男子的平均年收入为41,406美元，女子的平均年收入为28,703美元。人均年收入为21，568美元。约10.1%的家庭和13.2%的居民生活在贫困线以下，其中包括17.6%的未成年人和10.2%的老年人。

## 政治

### 民意代表

#### 美国国会
| 参议员 | 参议员     | 姓名        | 党派   | 首次当选于 | 级别         |
| ------ | ---------- | ----------- | ------ | ---------- | ------------ |
|        | 一级参议员 | 泰德·克鲁兹 | 共和黨 | 2012年     | 资深参议员   |
|        | 二级参议员 | 約翰·康寧   | 共和黨 | 2002年     | 资浅参议员   |
| 众议员 | 众议员     | 姓名        | 党派   | 首次当选于 | 地区         |
|        | 第14选区   | 蘭迪·韋伯   | 共和黨 | 2012年     | 加尔维斯顿县 |

#### 州議會
德州參議院
| 区 | 区 | 姓名            | 党派   | 首次当选于 |
| -- | -- | --------------- | ------ | ---------- |
|    | 11 | 梅耶斯·米德爾頓 | 共和黨 | 2022年     |

德州众议院
| 区 | 区 | 姓名              | 党派   | 首次当选于 |
| -- | -- | ----------------- | ------ | ---------- |
|    | 23 | Teresa Leo Wilson | 共和黨 | 2002年     |
|    | 24 | 蓋拉格·邦寧       | 共和黨 | 2012年     |

### 政府組織
根据《德克薩斯州憲法》，县的最高长官是县法官。他同时也是县委员法庭的主席。县分四个区。每个区选举一名委员作为其在县委员法庭上的代表。这名代表同时也监督他的区内的县政府工作。
其他被选举的职位有县书记、区检察官、区秘書、警长、九名警官、收税员、县财政员和除地区法官外的所有法官。地区法官是由他们的城市的官员任命的。

## 公共資源

### 教育資源

#### 高等教育
得克萨斯农工大学和德克薩斯大學医学院在加尔维斯顿县有分校。
加尔维斯顿县有三座社区学院。

#### 公共图书馆
加尔维斯顿县图书馆系统在大多数城市和镇上有图书馆。加尔维斯顿的图书馆是德克萨斯州最老的图书馆，同时也是加尔维斯顿县图书馆系统的总部。其图书管理员也是加尔维斯顿县的图书管理员。

### 医療資源
加尔维斯顿有一大医院，德克萨斯城有一个有233张病床位的營利医院。
德克萨斯大学医学院在加尔维斯顿有七所医院，共1200个病床位。其主院有婦科、兒科、烧伤治疗、老人醫學和心理学等专科。它是一级重伤中心，并是东南德克萨斯九个县，包括大休斯敦地区，的主要的重伤医院。